# Bolesław toszecki
Bolesław toszecki (bytomski) (ur. ok. 1280, zm. w grudniu 1328) – książę toszecki w latach 1303–1328 (od 1315 roku tylko formalnie), arcybiskup ostrzyhomski (węg. Esztergom) od 1321 roku.
Bolesław był najstarszym synem księcia bytomskiego Kazimierza i nieznanego pochodzenia Heleny. Został przeznaczony przez ojca do kariery duchownej, co jest o tyle dziwne, że rzadko się zdarza aby najstarszy potomek władcy był kierowany do służby Bogu. Na stanowiskach kościelnych występuje już od 1294 roku kiedy został scholastykiem krakowskim. W 1297 roku występuje z tytułem kanonika kapituły wrocławskiej. Pomimo objęcia stanowisk kościelnych Bolesław otrzymał jeszcze za życia ojca w 1303 roku księstwo toszeckie, przy którym pozostał formalnie do końca życia (W związku z wyjazdem na Węgry realne rządy w księstwie objął jego młodszy brat Władysław).
Około 1315 roku Bolesław korzystając z pomocy królowej węgierskiej Marii, swojej siostry, znalazł się na dworze Karola Roberta w Budzie, jednak prawdziwą jego karierę przyniósł dopiero fakt pośredniczenia w kolejnym ożenku władcy z dynastii Andegawenów z Elżbietą Łokietkówną (królowa Maria zmarła w 1317 roku). W 1320 roku w tym celu Bolesław udał się na dwór krakowski, a już na początku roku następnego wdzięczna para królewska obdarzyła go największym stanowiskiem kościelnym na Węgrzech – arcybiskupstwem ostrzyhomskim.
Ponad sześcioletnie rządy arcybiskupie Bolesława upłynęły pod znakiem walki ze skrajnym odłamem franciszkanów tzw. fraticellów, którzy w tym czasie zostali uznani za zbyt radykalnych przez papieża Jana XXII, oraz próbie zachowania jurysdykcji nad grodami spiskimi, do których rościli pretensje biskupi krakowscy (sprawa ta znalazła swój finał dopiero po śmierci arcybiskupa w 1332 roku). U progu swoich rządów w 1322 roku Bolesław osiągnął duży sukces dyplomatyczny doprowadzając do unormowania stosunków węgiersko-weneckich. Państwa te toczyło długotrwały spór o wybrzeże Morza Adriatyckiego zakończony dzięki mediacji arcybiskupa oddaniem bogatych miast Dalmacji (m.in. Zadaru i Splitu) pod panowanie węgierskie.
Pod koniec swojego życia Bolesław nie ustrzegł się nepotyzmu doprowadzając do wyboru swojego młodszego brata Mieszka na stanowisko biskupa Nitry wbrew zdaniu miejscowej kapituły, grożąc opornym śmiercią (politykę faktów dokonanych zatwierdziła para królewska).
Bolesław zmarł w grudniu 1328 roku i został pochowany w katedrze w Ostrzyhomiu. Księstwo toszeckie zostało wtedy oficjalnie połączone z dzierżawami księcia bytomskiego Władysława.

## Literatura dodatkowa
- Adam Kłodziński: Bolesław. W: Polski Słownik Biograficzny. T. 2: Beyzym Jan – Brownsford Marja. Kraków: Polska Akademia Umiejętności – Skład Główny w Księgarniach Gebethnera i Wolffa, 1936, s. 269–270. Reprint: Zakład Narodowy im. Ossolińskich, Kraków 1989, ISBN 83-04-03291-0